# Metodo dei prezzi edonici
Il metodo dei prezzi edonici (in inglese hedonic pricing method) è una modellizzazione economica per la stima del valore di mercato di determinati caratteri o servizi (cosiddetto prezzo edonico), ricavandolo dai prezzi di mercato dei beni che lo incorporano, isolando con tecniche di regressione multivariata il contributo che l'attributo d'interesse fornisce al prezzo osservato.
Così, ad esempio, in quella che è un'applicazione tipica del metodo, se si vuole calcolare il prezzo edonico dell'assenza di inquinamento atmosferico, può esaminarsi il prezzo delle abitazioni, studiando la relazione esistente tra tale prezzo e la presenza di inquinamento nell'aria, una volta che si sia tenuto conto di tutti gli altri fattori che possono incidere sul valore finale, altro esempio classico nella valutazione edonica delle abitazioni è: la vista lago.

## Funzione
La funzione edonica di prezzo in termini generali è definita come:
{\displaystyle \ P=f(\mathbf {c} )}
dove P è il prezzo del bene, c è il vettore delle n caratteristiche e f(.) una generica funzione {\displaystyle \ \mathbb {R} ^{n}\mapsto \mathbb {R} _{+}}.
Per stimare il prezzo edonico della i-esima caratteristica (hi) occorre specificare una forma funzionale per f(.), stimare i parametri incogniti della funzione regredendo P su c e calcolare:
(1) {\displaystyle \ h_{i}={\frac {\partial P}{\partial c_{i}}}}
Nel caso ipotetico in cui gli individui avessero le stesse preferenze, lo stesso reddito e affrontassero gli stessi prezzi per tutti gli altri beni, questa sarebbe anche la disponibilità a pagare, coincidendo la funzione del prezzo edonico con la curva di domanda individuale. Poiché, tuttavia, in generale gli individui differiranno in una o più di queste caratteristiche, una volta stimata la funzione di prezzo edonica, andrebbe tenuto conto di tali differenze stimando un'equazione del tipo:
(2) {\displaystyle \ h_{i}=f(c_{i},R_{n},\mathbf {SC} _{n})}
dove:
- hi è il prezzo edonico dell'attributo i;
- ci è l'attributo i-esimo;
- Rn è il reddito pro capite dell'individuo n-esimo;
- SCn è il vettore delle caratteristiche socioculturali dell'individuo n-esimo.

Per stimare l'equazione precedente occorre attribuire ad f()  una specifica forma funzionale, supposta uguale per tutti gli individui.
Il metodo dei prezzi edonici soffre comunque di diversi limiti. Innanzitutto, può fornire stime distorte perché non incorpora il ruolo giocato dalle aspettative nella formazione dei prezzi: si regrediscono le caratteristiche attuali sul prezzo attuale, ma quest'ultimo incorpora anche le aspettative degli operatori sui valori futuri delle variabili, e di questo non si tiene conto.
Le ipotesi implicite del modello sono abbastanza stringenti. Si assume informazione perfetta degli agenti in merito a tutte le caratteristiche del bene al momento dell'acquisto e l'assenza di segmentazioni nel mercato.